# Cypress (cráter)
Cypress es el nombre de un pequeño cráter sobre la superficie de Marte. Es una depresión elíptica irregular con crestas pronunciadas, creada por un evento de impacto. Se encuentra ubicado en el cuadrángulo Argyre a unos 200 kilómetros (124,3 mi) en la vecindad del cráter Hooke en el extremo noroeste de la planicie de Argyre.

## Epónimo
Como es costumbre en la nomenclatura, los pequeños cráteres de menos de 60 km llevan el nombre de pequeños pueblos y aldeas. En 1976, el cráter recibió el nombre de la ciudad de Cypress, un pequeño pueblo de unos 235 habitantes en el extremo sur del estado estadounidense de Misisipi.